# Twitcher Rock
La Twitcher Rock è una falesia rocciosa di 55 m di altezza nell'arcipelago delle Sandwich australi. Sorge nello stretto di Douglas, 1,1 km a sud-est dell'isola di Thule.
Venne scoperta dai membri della prima spedizione antartica russa (1819-1821) al comando di Fabian Gottlieb von Bellingshausen nel 1820. Gli scienziati britannici della Discovery Investigations la mapparono nel 1930. Furono loro a battezzarla così in onore di John Montagu, IV conte di Sandwich (1718-1792), primo Lord dell'Ammiragliato, conosciuto anche con il nomignolo di Jemmy Twitcher.